# Nona

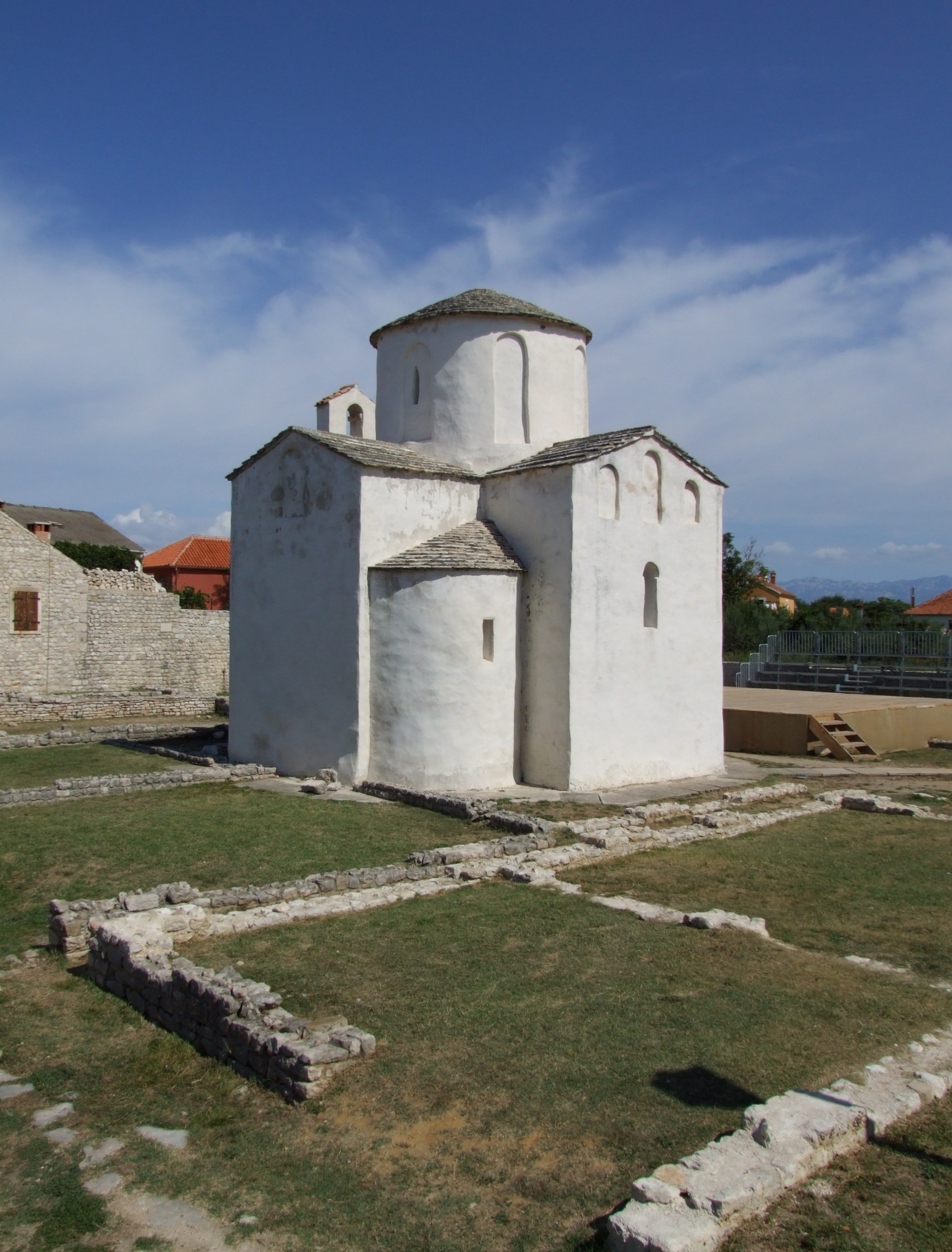
La chiesa di Santa Croce di Nona, del IX secolo, è la cattedrale più piccola del mondo

Nona (in croato Nin) è una città della Croazia di 2 744 abitanti (cens. 2011), situata nella regione zaratina 15 km a nord di Zara.
Nona è una delle città più antiche della Croazia.

## Storia
La storia di Nona è antichissima: l'isolotto del centro storico era abitato probabilmente fin dall'epoca preistorica. Vari popoli si susseguirono nel controllo della città, tra cui i Liburni; il luogo era un emporio noto ai greci con il nome di Enona; l'influenza greca è attestata archeologicamente in periodo ellenistico.
In seguito, quando i Romani conquistarono la Dalmazia, la città divenne conosciuta col nome di Aenona e fu dotata di un foro, un anfiteatro, un acquedotto e un tempio che all'epoca era il più grande in terra dalmata. Apprezzati dai romani erano i fanghi curativi che si trovano nei pressi della città.
All'inizio del VII secolo la città fu presa dagli Slavi e dagli Avari, che la distrussero completamente. Ricostruita dai Croati tra i secoli VIII e IX, Nona divenne un importante centro di irradiamento culturale e il luogo dell'incoronazione dei sovrani croati. Con l'istituzione della diocesi di Nona la città divenne anche la capitale ecclesiastica croata; a quell'epoca risalgono la figura storica del vescovo Gregorio di Nona (che introdusse il glagolitico come lingua liturgica) e la costruzione della chiesa della Santa Croce, una piccolissima cattedrale a croce greca triabsidata che sull'architrave reca l'iscrizione del conte (župan) croato Godeslaus.
Nona si diede nel 1328 alla Repubblica di Venezia, alla quale appartenne - salvo un'interruzione nel periodo 1358-1409 - fino alla caduta della Repubblica di San Marco nel 1797. Contrariamente alle altre città marittime, che prosperarono notevolmente nei commerci e nelle arti, sotto la Serenissima Nona andò incontro ad un'inarrestabile decadenza. Sfruttata economicamente dalla Repubblica, ma non dotata di adeguata protezione militare, la città divenne un facile obiettivo e fu distrutta dai veneziani nel 1571 per non lasciarla ai Turchi. Il 28 aprile 1646 Nona fu nuovamente rasa al suolo dai veneziani, che lasciarono la città bruciata per salvare la città di Zara dai Turchi.
Nei secoli successivi Nona non riuscì più a riprendersi e rimase una sonnolenta cittadina di provincia fino alla rivalutazione in chiave turistica degli ultimi decenni.

## Località
Il comune di Nona è suddiviso in 6 frazioni (naselja), di seguito elencate. Tra parentesi il nome in lingua italiana, spesso desueto.
- Grbe (Garbe[senza fonte])
- Nin (Nona), sede comunale
- Ninski Stanovi (Casale di Nona[senza fonte])
- Poljica-Brig (Pogliazza[7] o Poglizza di Nona)
- Zaton (Zatton[7])
- Žerava (Gerava)

## Galleria d'immagini

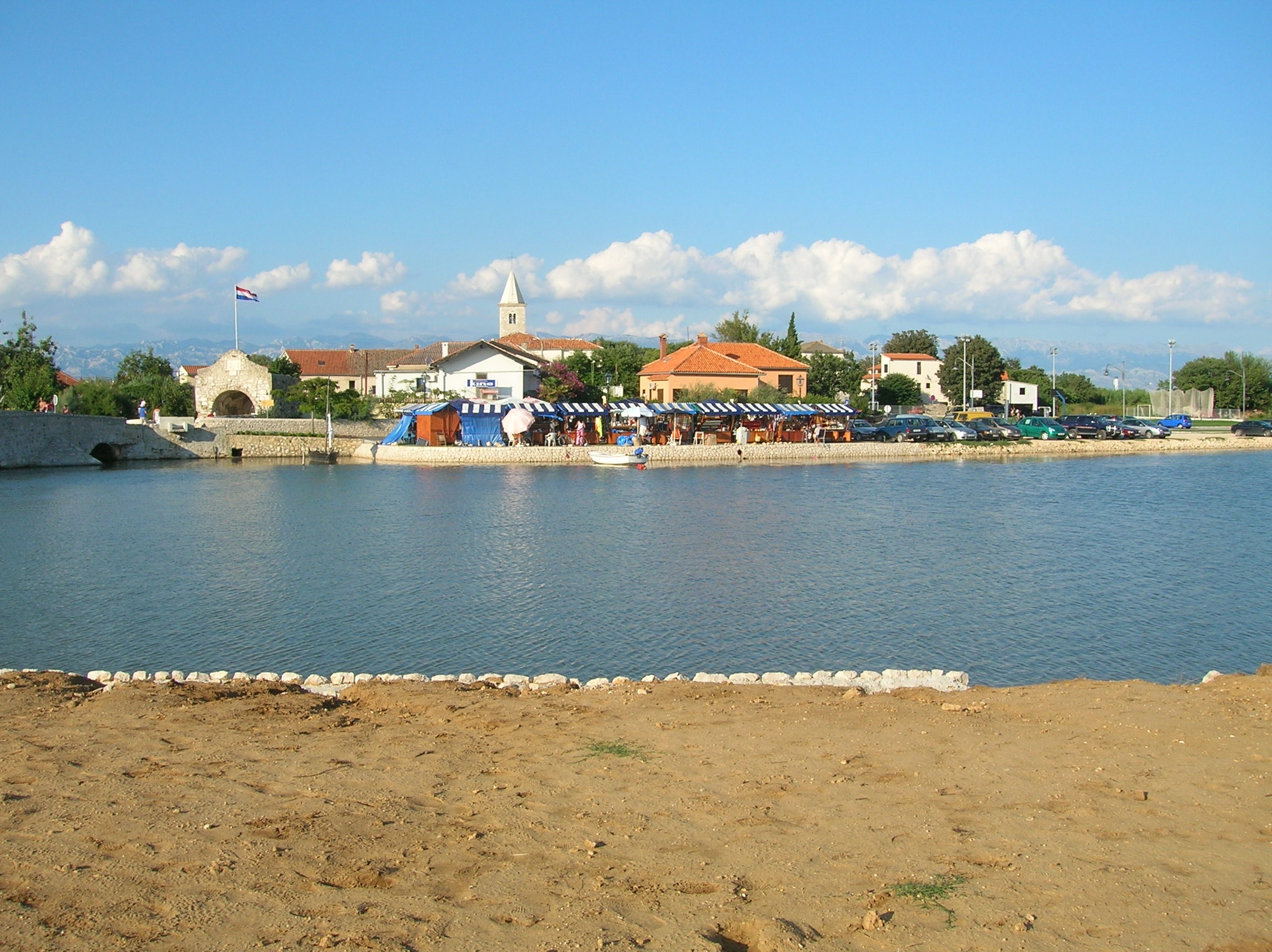
Veduta della città
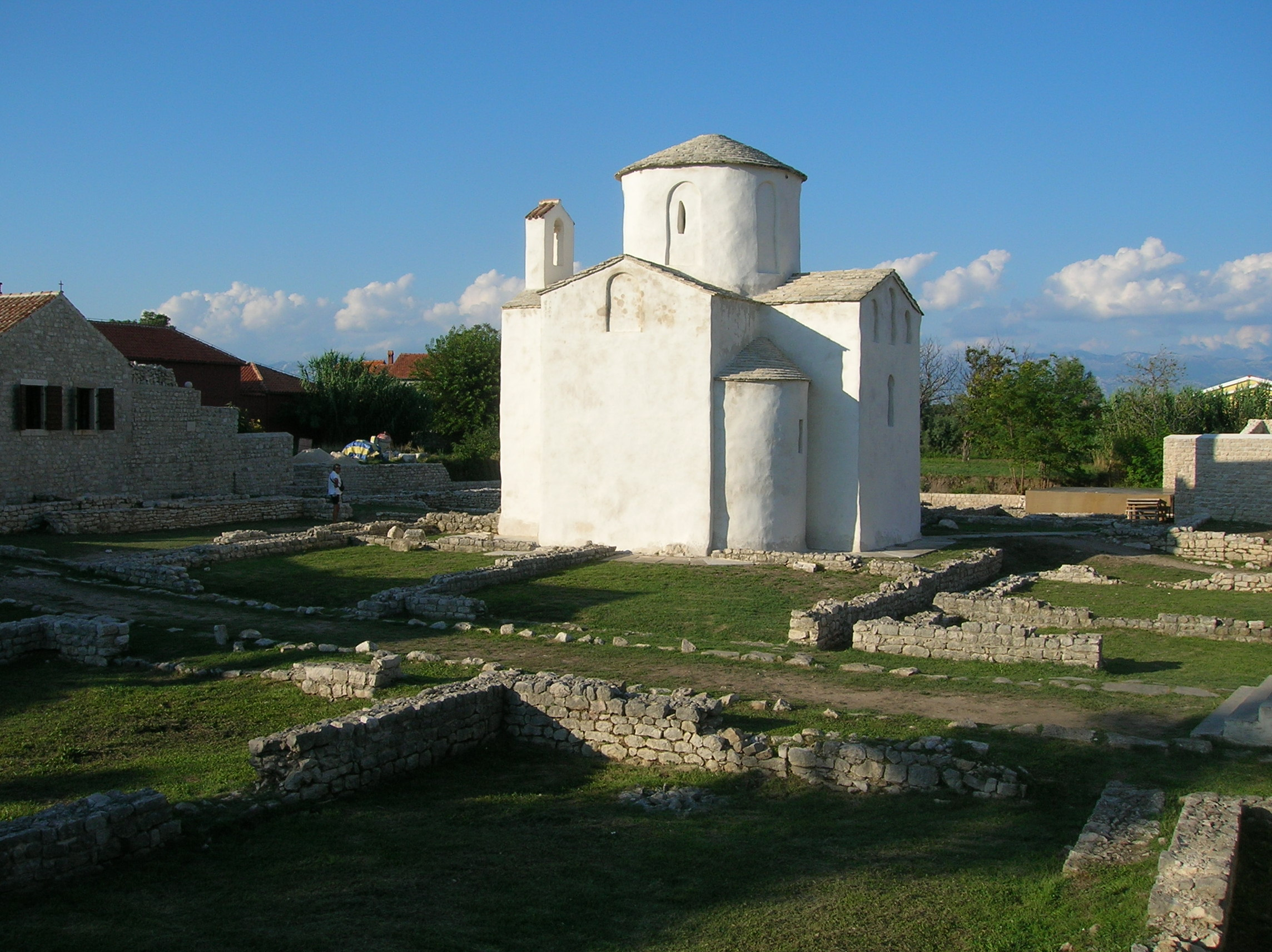
La chiesa di Santa Croce
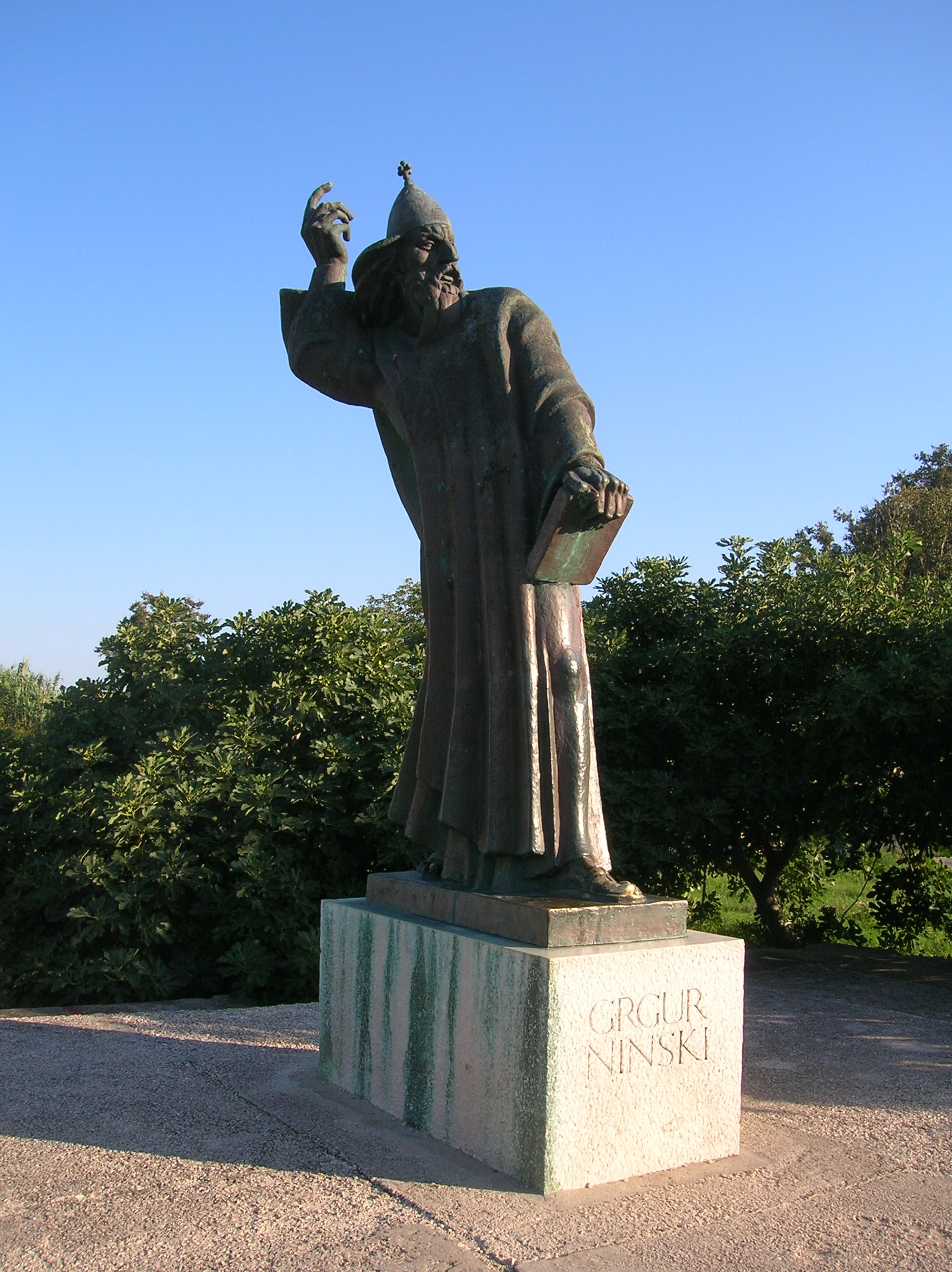
Statua di Gregorio di Nona, opera di Ivan Meštrović